# Gentry, Arkansas
Gentry là một thành phố thuộc quận Benton, tiểu bang Arkansas, Hoa Kỳ. Năm 2010, dân số của thành phố này là 3158 người.

## Dân số
- Dân số năm 2000: 2165 người.
- Dân số năm 2010: 3158 người.